# Буги-вуги
Буги-вуги је музички жанр који је постао популаран током касних 1920-их, али је настао у Афроамеричким заједницама у 1870-им. Проширен је од клавира, до клавирског дуа и трија, гитаре, биг бенда, кантрија и западне музике, и госпела. Док блуз традиционално изражава различите емоције, буги-вуги је углавном повезан са плесом. Стихови једног од најранијих хитова, Pinetop's Boogie Woogie, у потпуности се састоји од упутстава плесача: